# رندی تریل
رندی تریل (انگلیسی: Randy Terrill؛ زادهٔ ۲۹ سپتامبر ۱۹۶۹) یک سیاست‌مدار اهل ایالات متحده آمریکا است.